# شنطة حمزة (فلم 1967)
شنطة حمزة هو فيلمٌ مصريٌ أُنتج عام 1967.

## قصة الفيلم
حمزة عبد المولى (أمين الهنيدي)، يعمل أخصائي اجتماعي في مدرسة دمنهور الثانوية للبنات. يحضر حفل زفاف إحداهن، وهي صفاء (صفاء أبو السعود)، ابنة الثري عبد المقصود. ولم يكن يعلم أن زيزو سكرتير عبد المقصود (توفيق الدقن) يسعى لسرقة الثري بمساعدة متعهد الأفراح تودري (عبد المنعم مدبولي)، ولص الخزائن المحترف ماشيست الجبار (محمود المليجي)، الذي اشترط أن يكون نصف ما خزنة الثري من نصيبه.
لكن طمع ماشيست دفعه لخيانة أصدقائه والاستئثار بالمبلغ كله، بمساعدة صديقته الراقصة بطة (نجوى فؤاد)، وتنجح خطتهما، ويقرران الهرب الإسكندرية.
يسعى أفراد العصابة للحاق بماشيست إلى الإسكندرية، ويتصادف أن يسافروا في نفس القطار مع حمزة أفندي، وبنات المدرسة إلى الإسكندرية. وهنا تجبر الراقصةُ بطة حمزة على تبديل حقيبتها مع حقيبته، وتبديل ملابسهما!
يأتي ماشيست بعد ذلك منتحلاً شخصية ضابط لأخذ حقيبة النقود، لكنه يخطئ ويأخذ حقيبة حمزة. ومن هنا تبدأ محاولات العصابة بعد تصالحهم لأخذ حقيبة النقود من حمزة، ولكنهم يخطئون في كل مرة، ويأخذون حقيبة ملابس بدلاً منها، إلى أن ينجح حمزة الأمين في تسليم حقيبة النقود للشرطة.

## أغاني الفيلم
في الفيلم عدد من الأغاني الخفيفة، خصوصاً الفقرات التي يقدمها ثلاثي أضواء المسرح. وكل هذه الأغاني من تأليف فتحي قورة، من هذه الأغاني:
| الأغنية    | لملحن              |
| ---------- | ------------------ |
| الأستاذ جه | سيد مكاوي          |
| الجو جميل  | حلمي بكر           |
| الحدوتة    | حلمي بكر           |
| القطار     | ثلاثي أضواء المسرح |
| الانتقام   | ثلاثي أضواء المسرح |